# Sylwester Glacier
Sylwester Glacier är en glaciär i Antarktis. Den ligger i Östantarktis. Australien gör anspråk på området. Sylwester Glacier ligger 2 252 meter över havet.
Terrängen runt Sylwester Glacier är platt åt sydväst, men åt nordost är den kuperad. Terrängen runt Sylwester Glacier sluttar norrut. Trakten är obefolkad. Det finns inga samhällen i närheten.